# Le Lion s'en allant en guerre
Le Lion s'en allant en guerre est la dix-neuvième fable du livre V de Jean de La Fontaine situé dans le premier recueil des Fables de La Fontaine, édité pour la première fois en 1668.
Le lion dans sa tête avait une entreprise:

Il tint conseil de guerre, envoya ses prévôts;

         Fit avertir les animaux.

Tous furent du dessein, chacun selon sa guise;

         L'éléphant devait sur son dos

         Porter l'attirail nécessaire, 

         Et combattre à son ordinaire;

         L'ours s'apprêter pour les assauts;

Le renard ménager de secrètes pratiques;

Et le singe amuser l'ennemi par ses tours.

Renvoyez, dit quelqu'un, les ânes qui sont lourds,

Et les lièvres, sujets à des terreurs paniques.

Point du tout, dit le roi, je veux les employer:

Notre troupe sans eux ne serait pas complète.

L'âne effraiera les gens, nous servant de trompette

Et le lièvre pourra nous servir de courrier.

         Le monarque prudent et sage

De ses moindres sujets sait tirer quelque usage,

         Et connaît les divers talents.

Il n'est rien d'inutile aux personnes de sens.
— Jean de La Fontaine, Fables de La Fontaine, Le Lion s'en allant en guerre